# 27 de Febrero, Oaxaca
27 de Febrero är en ort i Mexiko.   Den ligger i kommunen Loma Bonita och delstaten Oaxaca, i den sydöstra delen av landet, 400 km öster om huvudstaden Mexico City. 27 de Febrero ligger 32 meter över havet och antalet invånare är 129.
Terrängen runt 27 de Febrero är platt. Runt 27 de Febrero är det ganska tätbefolkat, med 72 invånare per kvadratkilometer. Närmaste större samhälle är Loma Bonita, 2,5 km söder om 27 de Febrero. Omgivningarna runt 27 de Febrero är en mosaik av jordbruksmark och naturlig växtlighet.